# Gustavo Barroso
Gustavo Adolfo Luís Guilherme Dodt da Cunha Barroso OC • ComC • GCSE • GCIP (Fortaleza, 29 de dezembro de 1888 — Rio de Janeiro, 3 de dezembro de 1959) foi um advogado, professor, museólogo, político, contista, folclorista, cronista, ensaísta e romancista brasileiro. É considerado mestre do folclore brasileiro. Foi o primeiro diretor do Museu Histórico Nacional e um dos líderes da Ação Integralista Brasileira, sendo um dos seus mais destacados ideólogos.
É considerado o mais antissemita intelectual brasileiro, cujas ideias se aproximavam das dos teóricos nazistas. Barroso escreveu que não concordava com o antissemitismo de Hitler e justificou seus ataques aos judeus com um suposto combate ao racismo.
Foi eleito para a Academia Brasileira de Letras em 8 de março de 1923, para a cadeira 19, na sucessão de Dom Silvério Gomes Pimenta, e recebido em 7 de maio de 1923 pelo acadêmico Alberto Faria. Barroso foi Presidente da ABL em 1932, 1933, 1949 e 1950. Foi ainda membro da Academia Portuguesa da História; da Academia das Ciências de Lisboa; da Royal Society of Literature de Londres; da Academia de Belas Artes de Portugal; da Sociedade dos Arqueólogos de Lisboa; do Instituto de Coimbra; da Sociedade Numismática da Bélgica, do Instituto Histórico e Geográfico Brasileiro e de vários Estados; e das Sociedades de Geografia de Lisboa, do Rio de Janeiro e de Lima.

## Biografia

### Início da vida

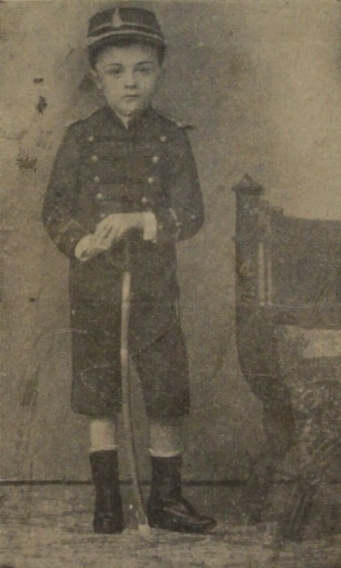
Fotografia de Gustavo Barroso em farda militar infantil aos 5 anos de idade. 1894

Filho de Antônio Filinto Barroso e da alemã Ana Guilhermina Dodt Barroso, a qual faleceu apenas 7 dias depois de seu nascimento, era fortalezense. Nasceu na rua Formosa (atual Rua Barão do Rio Branco), na casa número 32.
Por causa da morte de sua mãe, a familia se separou e acabou sendo criado por suas duas tias. Essas eram cultas, e já lhe despertaram o interesse por história.
Prestou seu primeiro exame com 9 anos, e fez os seus estudos nos externatos São José, Partenon Cearense e Liceu do Ceará. Cursou a Faculdade de Direito do Ceará vinculado à Universidade Federal do Ceará (UFC), bacharelando-se em 1911 pela Faculdade de Direito do Rio de Janeiro, atual Faculdade Nacional de Direito da Universidade Federal do Rio de Janeiro (UFRJ). Nessa época, publicou seu primeiro livro, "Terra e Sol".
Foi deputado federal pelo Ceará de 1915 a 1917, tendo apresentado os projetos que levaram à criação dos Dragões da Independência, cujos uniformes ele projetou, e do Dia do Soldado. Durante o mandato, também lutou pelo acolhimento aos flagelados das secas do Nordeste e pelos direitos dos povos indígenas.

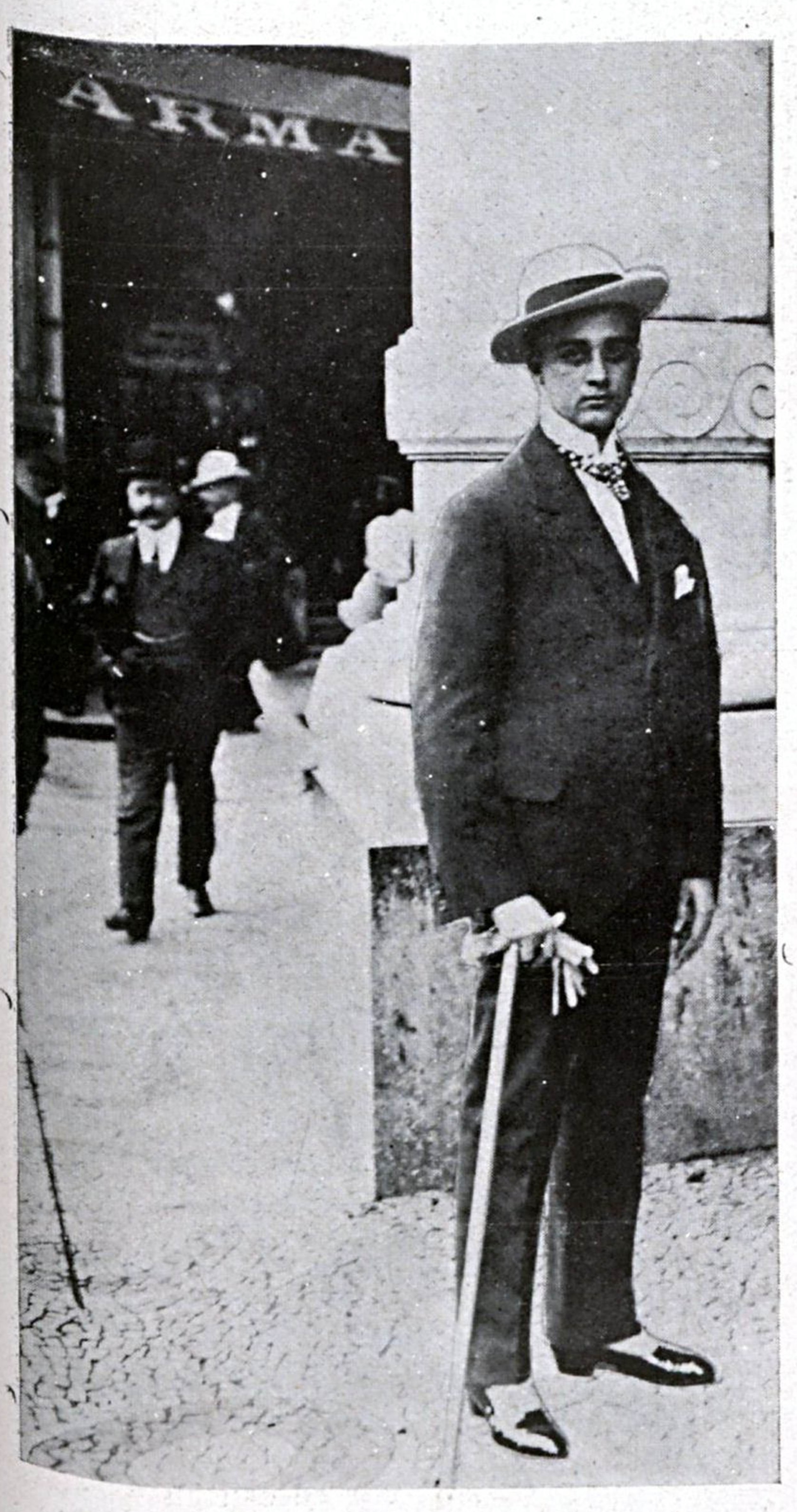
Gustavo Barroso em 1912

Foi redator do Jornal do Ceará (1908-1909) e do Jornal do Commercio (1911-1913); professor da Escola de Menores, da Polícia do Distrito Federal (1910-1912); secretário da Superintendência da Defesa da Borracha, no Rio de Janeiro (1913); secretário do Interior e da Justiça do Ceará (1914); diretor da revista Fon-Fon (a partir de 1916); da Delegação Brasileira à Conferência da Paz de Versailles (1918-1919); inspetor escolar do Distrito Federal (1919 a 1922); diretor do Museu Histórico Nacional (a partir de 1922); secretário geral da Junta de Jurisconsultos Americanos (1927); representou o Brasil em várias missões diplomáticas, entre as quais a Comissão Internacional de Monumentos Históricos (criada pela Liga das Nações) e a Exposição Comemorativa dos Centenários de Portugal (1940-1941).
Estreou na literatura aos vinte e três anos, usando o pseudônimo de João do Norte, com o livro Terra de Sol, ensaio sobre a natureza e os costumes do sertão cearense. Além dos livros publicados, sua obra ficou dispersa em jornais e revistas de Fortaleza e do Rio de Janeiro, para os quais escreveu artigos, crônicas e contos, além de desenhos e caricaturas. A vasta obra de Gustavo Barroso, de cento e vinte e oito livros, abrange história, folclore, ficção, biografias, memórias, política, arqueologia, museologia, economia, crítica e ensaio, além de dicionário e poesia. Entre os pseudônimos utilizados por Gustavo estão João do Norte, Nautilus, Jotanne e Cláudio França.
Com a criação do Museu Histórico Nacional, em 1922, pelo presidente Epitácio Pessoa, Gustavo Barroso foi nomeado o seu primeiro diretor, ficando à frente da instituição até 1930, quando foi afastado do cargo pelo presidente Getúlio Vargas. Entretanto, voltou à direção do museu em 1932, permanecendo nela até 1957, ano de sua morte.

### Integralismo e antissemitismo

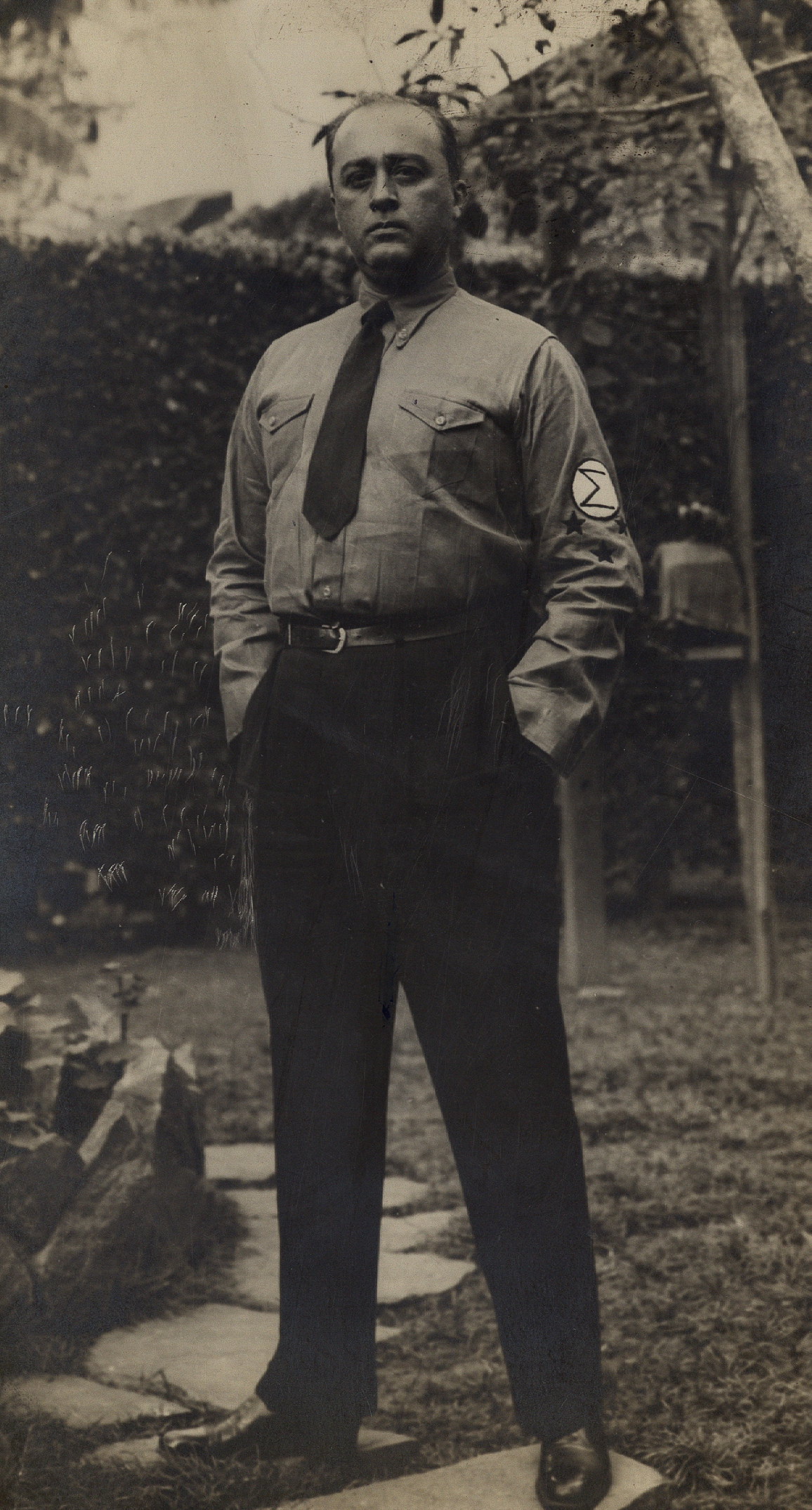
Gustavo Barroso em uniforme da Ação Integralista Brasileira

Gustavo Barroso foi membro da Ação Integralista Brasileira (AIB) e sublinhava que o Integralismo põe o interesse da nação acima de todos os interesses parciais ou partidários e se guia por uma doutrina, não por um programa. Barroso tomou contato com o integralismo em 1933, quando presenciou um discurso de Plínio Salgado sobre o livre-arbítrio, o determinismo e o providencialismo à luz da Doutrina Integralista, no auditório da Associação dos Empregados do Comércio, no Rio de Janeiro. Logo ao dar por findo o discurso, levantou-se e pediu ao orador um distintivo do movimento que ele havia fundado. Plínio Salgado entregou-lhe, perguntando ao homem qual seria seu nome. A plateia exclamou: "É Gustavo Barroso, Presidente da Academia Brasileira de Letras".
Segundo Barroso, tornou-se antissemita logo após ingressar na Ação Integralista Brasileira, quando teve uma conversa profunda sobre a questão com Plínio Salgado. Até então, não tinha ainda uma "atitude espiritual" ou conhecimentos mais amplos sobre o judaísmo. Em seguida, leu a edição francesa do livro Os Protocolos dos Sábios de Sião, uma das mais impactantes obras de teorias conspiratórias antissemitas, que afirma a existência de uma conspiração judaica para conquistar o mundo. Barroso ainda não conhecia o trabalho, que lhe foi emprestado pelo integralista José Madeira de Freitas. Foi através dos seus estudos para a escrita do livro Brasil, Colônia de Banqueiros que se aprofundou no combate à questão judaica, "baseado na doutrina e na palavra de Plínio Salgado". Posteriormente, seria responsável por traduzir e comentar os Protocolos dos Sábios de Sião. Entre 1933 e 1938, publicou 12 livros em defesa do Integralismo, além de um curso de história dado à Milícia Integralista. Embora não concordasse com o rumo dos acontecimentos a partir de 1937, continuou adepto à doutrina integralista.

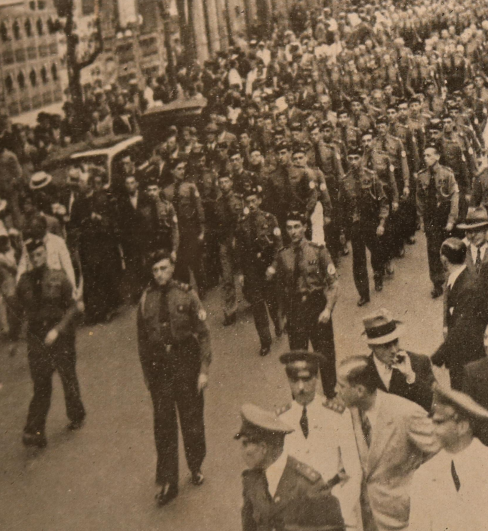
Gustavo Barroso na Marcha dos 50 Mil, em 1º de novembro de 1937

Há muitas divergências sobre o antissemitismo na obra de Barroso. Segundo Cícero João da Costa Filho, a maior parte dos historiadores entendem que o antissemitismo de Barroso é puramente moral. A bibliografia sobre o antissemitismo de Barroso, em geral, não o toma num sentido racista. Segundo Barroso, "Hitler comete um erro, todavia, na sua campanha antijudaica. Ele combate os judeus em nome do racismo ariano". Barroso dizia que o Integralismo poderia combater os judeus apenas "nesse caso, e só nesse caso": o de os judeus organizarem forças paralelas ao Estado, que entravam a ação deste e o levam a medidas favorecedoras de grupos políticos, econômicos e financeiros, ou de realizarem "propagandas subversivas" contra o "bem geral da Nação".
Em seu livro História Secreta do Brasil, publicado em três volumes a partir de 1937, são narrados episódios como a participação por parte dos judeus em rituais de sacrifício no sertão baiano no século XIX até a sociedade secreta da Faculdade de Direito da Universidade de São Paulo (chamada "Bucha"). Profundamente nacionalista, ele defendeu a integridade do Brasil contra dominação estrangeira e de grupos de banqueiros internacionais.
Para se aprofundar na doutrina integralista, baseada no tomismo, Gustavo Barroso estudou de forma rigorosa a obra de Santo Tomás de Aquino, orientado pelo Padre Leonel Franca. Isso foi de grande importância para seu pensamento integralista e sua Fé Católica, que, a partir disso, tornou-se sólida. O Cardeal Manuel Gonçalves Cerejeira chega a afirmar que esse estudo integralista de Tomás de Aquino por Gustavo Barroso foi sua verdadeira conversão ao catolicismo.

### Atividade acadêmica

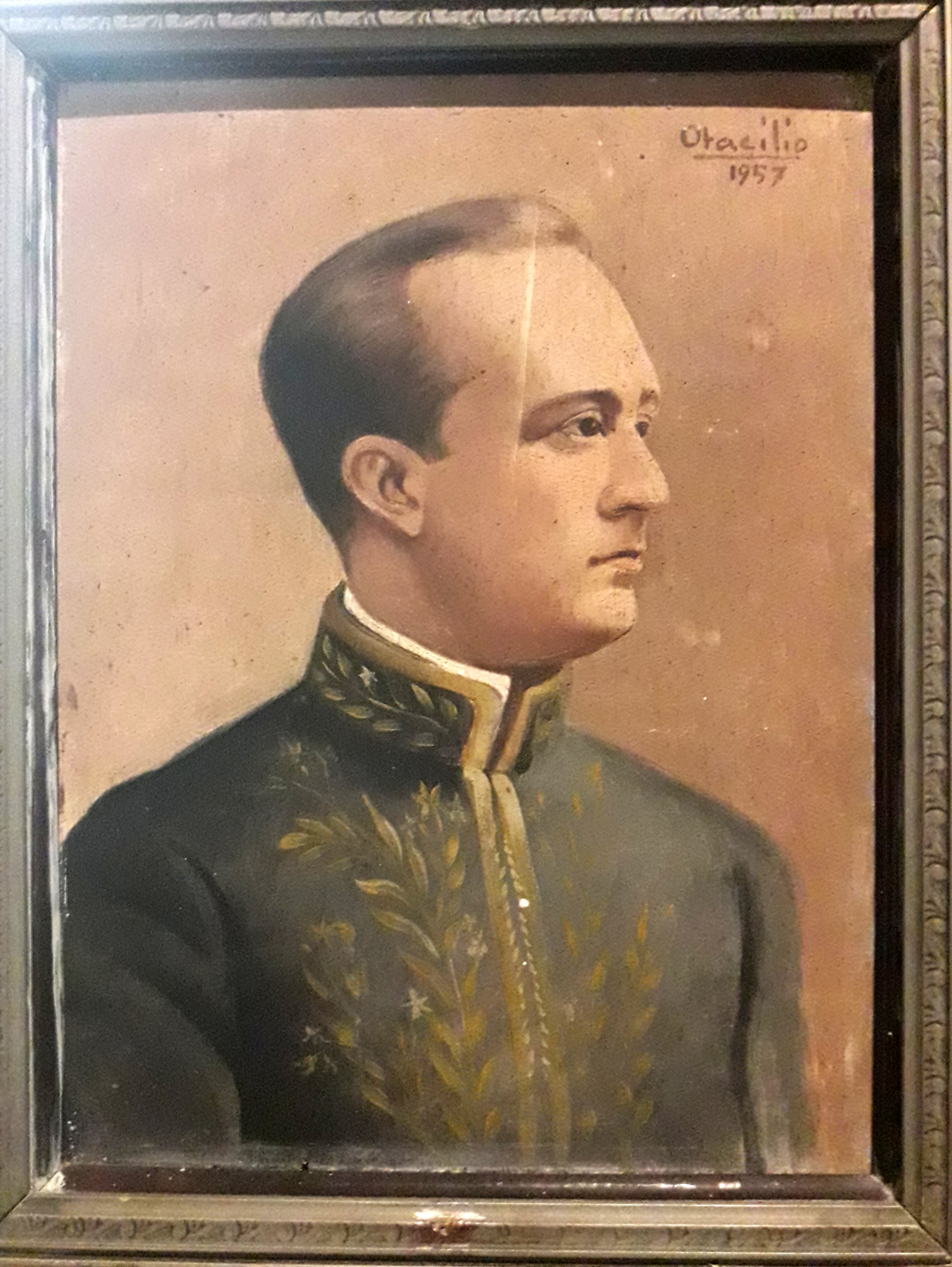
Retrato de Gustavo Barroso com o fardão da Academia Brasileira de Letras.

Sua atividade na Academia Brasileira de Letras também foi das mais relevantes. Em 1923, como tesoureiro da instituição, procedeu à adaptação do prédio do Petit Trianon, que o governo francês ofereceu ao governo brasileiro, para nele instalar-se a sede da Academia. Exerceu alternadamente os cargos de tesoureiro, de segundo e primeiro secretário e secretário-geral, de 1923 a 1959; foi presidente da Academia em 1932, 1933, 1949 e 1950. Em 9 de janeiro de 1941, foi designado, juntamente com Afrânio Peixoto e Manuel Bandeira, para coordenar os estudos e pesquisas relativos ao folclore brasileiro.

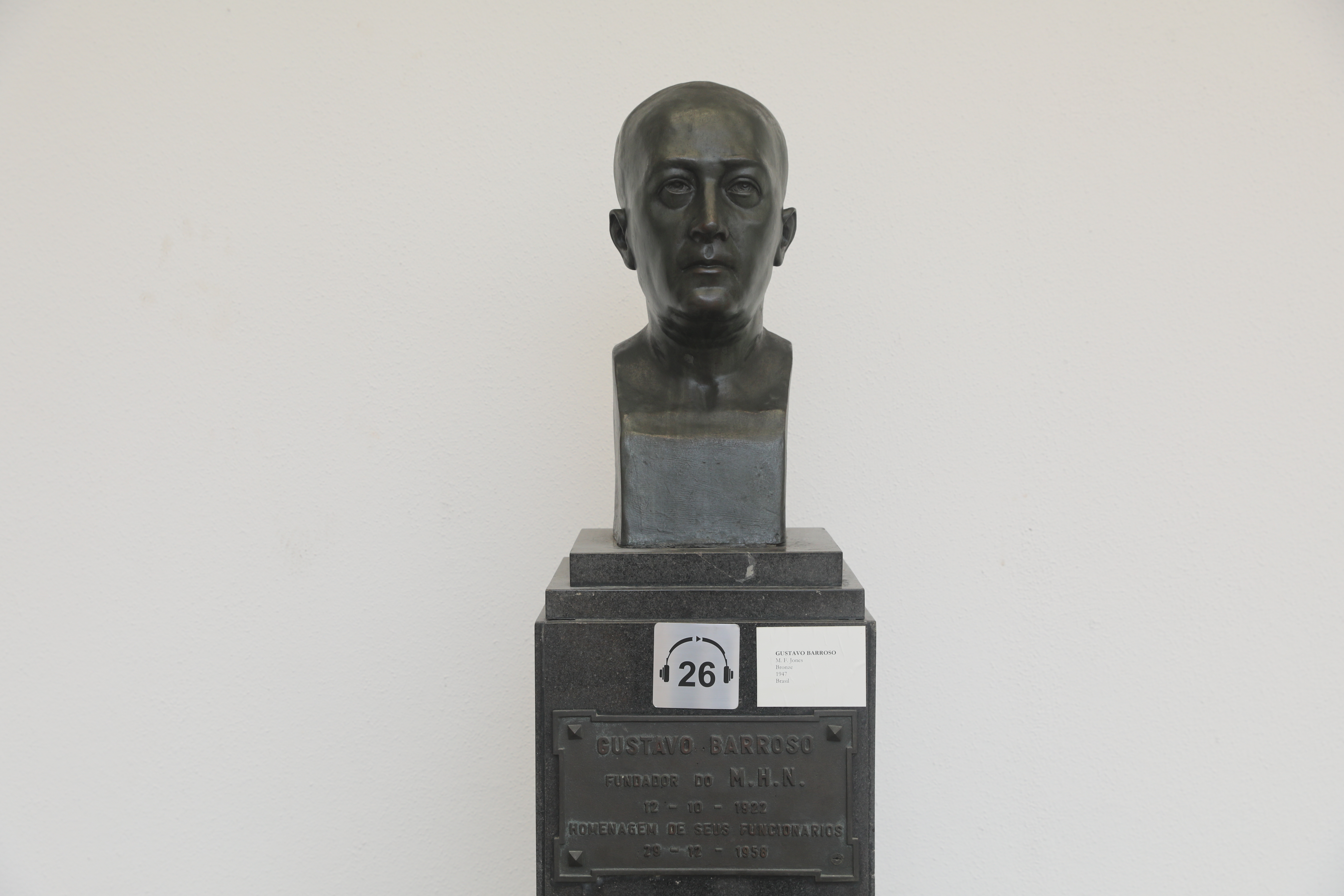
Busto de Gustavo Barroso no Museu Histórico Nacional.

Era membro da Academia Portuguesa da História; da Academia das Ciências de Lisboa; da Royal Society of Literature de Londres; da Academia de Belas Artes de Portugal; da Sociedade dos Arqueólogos de Lisboa; do Instituto de Coimbra; da Sociedade Numismática da Bélgica, do Instituto Histórico e Geográfico Brasileiro (IHGB) e de vários Estados; e das Sociedades de Geografia de Lisboa, do Rio de Janeiro e de Lima.
Em 27 de junho de 1919, foi feito Oficial da Ordem Militar de Cristo, no dia 7 de junho de 1923, foi elevado a Comendador da mesma Ordem de Portugal, a 5 de Fevereiro de 1941, foi agraciado com a Grã-Cruz da Ordem da Instrução Pública e a 22 de Maio de 1950, foi agraciado com a Grã-Cruz da Ordem Militar de Sant'Iago da Espada de Portugal.

## Morte
Gustavo faleceu aos 70 anos na cidade do Rio de Janeiro - então capital federal do Brasil - em 3 de dezembro de 1959. Está enterrado no Cemitério São João Batista.

## Obras
- Terra de Sol (1912);
- A Balata (1913);
- Praias e Várzeas (1915);
- Ideias e Palavras (1917);
- Heróis e Bandidos (1917);
- A Ronda dos Séculos (1918);
- Tradições Militares (1918);
- Vocabulário das crianças (1920);
- Mosquita Muerta (1921);
- Casa de Marimbondo (1921);
- Ao Som da Viola (folk-lore) (1921);
- Mula sem cabeça (1922);
- Pergaminhos (1922);
- Coração da Europa (1922);
- Uniformes do Exército (1922);
- Alma Sertaneja (1923);
- Inteligência das coisas (1923);
- Antes do Bolchevismo (1923);
- O Sertão e o Mundo (1923);
- Mapirunga (1924);
- O Anel das Maravilhas (1924);
- Livro de Milagres (1924);
- En el Tiempo de los Zares (em espanhol) (1924);
- Comédias e provérbios (1924);
- O Ramo de Oliveira (1925);
- Tição do Inferno (romance bárbaro) (1926);
- Através dos Folclores (1927);
- Apólogos orientais (1928);
- A Guerra do Lopez: contos e episódios da campanha do Paraguai (1928);
- A Guerra do Flores: contos e episódios da campanha do Uruguai (1929);
- A Guerra do Rosas (contos e episódios relativos à campanha do Uruguai e da Argentina) (1929);
- Almas de Lama e de Aço (Lampião e outros cangaceiros) (1930);
- Mythes, contes et légendes des indiens. Folklore brésilien (em francês) (1930);
- Inscrições primitivas no sertão do Ceará (1930);
- A Guerra de Vidéo (1930);
- A Guerra de Artigas (1930);
- O Brasil em Face do Prata (1930);
- Inscrições Primitivas (1930);
- A ortografia oficial: considerações sobre o acordo luso-brasileiro, as reformas ortográficas de 1907, 1917, 1924, 1929, o acordo de 1931 (1931);
- O Bracelete de Safiras (1931);
- Aquém da Atlântida (1931);
- A Ortografia Oficial (1931);
- As Colunas do Templo: erudição, folclore, história, crítica, filologia (1933);
- A Senhora de Pangim (romance) (1932);
- Luz e Pó (1932);
- O Integralismo em Marcha (1933);
- Osório, o Centauro dos Pampas (1933);
- Mulheres de Paris (1933);
- O Santo do Brejo (romance) (1933);
- Tamandaré, o Nelson brasileiro (1933);
- O Integralismo e o Mundo (1933);
- Brasil - Colônia de Banqueiros (1934);[43]
- O Integralismo de Norte a Sul (1934);
- História Militar do Brasil (1935);
- O Quarto Império (1935);
- A Palavra e o Pensamento Integralista (1935);
- O que o Integralista Deve Saber (1935);
- Quando Nosso Senhor andou no mundo (1936);
- O Espírito do Século XX (1936);
- História Secreta do Brasil, 3 vols. (1936, 1937, 1938);
- A Sinagoga Paulista (1937);
- Judaísmo, Maçonaria e Comunismo (1937);[44]
- Reflexões de um Bode (1937);
- Integralismo e Catolicismo (1937);
- Pequeno Dicionário Popular Brasileiro (1938);
- Comunismo, Cristianismo e Corporativismo (1938);
- O Livro dos Enforcados (1939);
- Coração de Menino (1939);
- Pero Coelho de Souza (1940);
- O Brasil na Lenda e na Cartografia Antiga (1941);
- Liceu do Ceará (1941);
- Consulado da China (1941);
- Portugal - Semente de Impérios (1943);
- Caxias (1945);
- As Sete Vozes do Espírito (poesias) (1946);
- Seca e Meca e Olivais de Santarém, descrições e viagens (1946);
- Introdução à técnica de museus (1946)
- Fábulas Sertanejas (1948);
- Quinas e castelos (1948);
- Duas conferências cervantinas (1949);
- O Brasil dos brasileiros (1950);
- Cinza do tempo (contos) (1951);
- Conferências na Bahia (1951);
- D. Pedro I (teatro) (1951);
- História do Palácio Itamarati (1953);
- Segredos e Revelações da História do Brasil (1955);
- Nos Bastidores da História do Brasil (1955);
- Letra do Hino de Fortaleza (1957);[45]
- Mississipi (romance, obra póstuma) (1961).

### Traduções
- Tratado de Paz de Versalhes (1919);
- Fausto, de Johann von Goethe (1920);
- Lições de moral e instrução cívica, de L. Jarach (1920);
- O enigma de Bagschott, de Oscar Gray (1934);
- Lyautey, de André Maurois (1934);
- A viagem submarina, de Jules Rengade (1934);
- A Batalha, de Claude Farrère (1935);
- Jesus Desconhecido, de Dimitri Merejkovsky (Merezhkovskii) (1935);
- O continente aéreo, de Jesús de Aragón (1936);
- A destruição de Atlântida, de Jesús de Aragón (1936), 2 vols.;
- Os homens novos, de Claude Farrère (1936);
- A castelã do Líbano, de Pierre Benoit (1937);
- Os civilizados, de Claude Farrère (1938);
- Jesus Cristo, de Karl Adam (1939);
- A madona dos trens noturnos, de Maurice Dekobra (1939);
- Marat, o amigo do povo, de Gerald Walter (1941);
- Pequena história do mundo, de H. G. Wells (1941).

### Coordenação
- Anais do Museu Histórico Nacional (1940-1949), vols. I a IV;
- Os melhores contos históricos de Portugal (1941).

### Outros trabalhos
- Os Protocolos dos Sábios de Sião: Tradução do livro original, dos capítulos adicionais e do apêndice, edição, introdução, e notas de rodapé (1936);
- A Maçonaria, Seita Judaica - Suas origens, sagacidade e finalidades anticristãs, de Isidore Bertrand: Tradução, introdução sobre A Maçonaria e o Brasil, notas de rodapé, e Apêndice sobre o Talmud (1938);
- O Rio de Janeiro como ele é, de Carl Schlichthorst: Tradução, introdução e notas de rodapé (1943).